# اسمتاسین
اسمتاسین (انگلیسی: Acemetacin) یک داروی ضد التهابی غیر استروئیدی (NSAID) است که برای درمان آرتروز، آرتریت روماتوئید، کمردرد و تسکین درد پس از عمل استفاده می‌شود.

## کاربرد پزشکی
اسمتاسین در درمان استئوآرتریت، آرتریت روماتوئید، اسپوندیلیت انکیلوزان و سایر انواع التهاب روماتوئید، و همچنین در درد و حمله نقرس پس از عمل و پس از سانحه موثر است. استفاده از یک دوز آن برای درد پس از عمل به خوبی توسط مطالعات پشتیبانی نمی‌شود.

## موارد منع مصرف
موارد منع مصرف اساساً مانند سایر NSAID ها است: واکنش های حساسیت به NSAID ها در گذشته (معمولاً آسم یا واکنش‌های پوستی)، خونریزی گوارشی یا مغزی، زخم معده، اختلالات خون‌سازی (کم‌خونی، لکوپنی سوم بارداری)، و….

## اثرات نامطلوب
عوارض جانبی رایج (در حدود ۱–۱۰٪ از بیماران) شامل مشکلات گوارشی معمولی NSAID ها، مانند حالت تهوع، اسهال، درد معده و زخم معده است. اثرات عصبی مرکزی مانند سردرد و سرگیجه؛ و واکنش‌های پوستی تحمل دستگاه گوارش بهتر از داروی مرتبط ایندومتاسین است. واکنش‌های آلرژیک شدید و اختلالات خون ساز در کمتر از ۰٫۰۱ درصد بیماران رخ می‌دهد.

## تداخلات
فعل و انفعالات زیر، معمول از NSAID ها، شرح داده شده است:
- سایر NSAID ها، کورتیکواستروئیدها: افزایش دفعات عوارض جانبی، به ویژه زخم معده و خونریزی گوارشی
- دیورتیک‌ها، مهارکننده‌های ACE و سایر داروهای ضد فشار خون: کاهش اثربخشی این داروها
- با مهارکننده‌های ACE یا سیکلوسپورین، خطر اختلالات عملکرد کلیه را افزایش می‌دهد
- داروهای ضد انعقاد مانند وارفارین: افزایش خطر خونریزی
- افزایش غلظت دیگوکسین و متوترکسات در پلاسمای خون
- کاهش غلظت پلاسمایی لیتیم

## فارماکولوژی
اسمتاسین به عنوان یک مهارکننده سیکلواکسیژناز (COX) عمل می‌کند و اثرات ضد التهابی و ضد درد (تسکین دهنده درد) را ایجاد می‌کند. در بدن، تا حدی به ایندومتاسین متابولیزه می‌شود، که همچنین به عنوان یک مهارکننده COX عمل می‌کند. همین مکانیسم مسئول اثرات ضد تب و ضد پلاکت است، اما از نظر بالینی مورد استفاده قرار نمی‌گیرند، و همچنین برای عوارض جانبی معمولی NSAID.
مزیت استامتاسین این است که آسیب معده را در مقایسه با ایندومتاسین کاهش می‌دهد، احتمالاً به این دلیل که استامتاسین تأثیر کمتری بر افزایش سنتز لکوترین B4 و بیان فاکتور نکروز تومور (TNF) دارد و منجر به القای کمتر چسبندگی لکوسیت به اندوتلیال می‌شود.